# Borda de Pomer
La Borda de Pomer és una antiga borda del terme municipal de Sarroca de Bellera, del Pallars Jussà.
Està situada al límit nord-oriental del terme municipal, tan a prop del terme de la Torre de Cabdella que, per error, alguns mapes la inclouen en aquell terme. És al nord-est de Santa Coloma d'Erdo i al nord de Larén, és al vessant sud-oriental del Tossal del Portell, just al nord de Crastes.